# Jari Oosterwijk
Jari Oosterwijk (Lettele, 3 maart 1995) is een Nederlands voormalig betaald voetballer. Hij speelde doorgaans als aanvaller.
Oosterwijk stroomde in 2013 door vanuit de jeugd van FC Twente naar Jong FC Twente, dat op dat moment uitkwam in de Eerste divisie. In de voorbereiding op seizoen 2015/16 sloot hij aan bij de eerste selectie van de club. In de jaren daarna wist hij echter nog niet echt door te breken. In seizoen 2016/17 werd hij voor een half jaar verhuurd aan NAC Breda. In september 2019 werd zijn contract bij FC Twente ontbonden, waarop hij zijn professionele loopbaan beëindigde.

## Clubcarrière

### Jeugd
Oosterwijk is een zoon van voetballer Harry Oosterwijk, die eind jaren 1970 uitkwam voor Go Ahead Eagles en SC Heracles. Hij begon met voetballen bij amateurvereniging VV Lettele. In E-jeugd werd hij hier weggeplukt door Go Ahead Eagles. Toen Go Ahead Eagles in 2009 de jeugdopleiding fuseerde met die van FC Twente en Heracles Almelo, verhuisde Oosterwijk naar de Voetbalacademie FC Twente. In 2013 tekende hij als speler van de A1 een driejarig opleidingscontract bij FC Twente.

### Jong FC Twente
Nadat Jong FC Twente in het seizoen 2013/14 toetrad tot de Nederlandse Eerste divisie, maakte Oosterwijk op 7 augustus 2013 zijn debuut in het betaald voetbal in een wedstrijd van Jong FC Twente tegen FC Oss. Hij speelde bij de beloften als centrumspits en als aanvallende middenvelder. Op 7 december 2014 maakte hij zijn debuut voor FC Twente door in een wedstrijd tegen Vitesse enkele minuten voor het einde in te vallen voor Torgeir Børven.

### FC Twente
In de voorbereiding op seizoen 2015/16 verlengde Oosterwijk zijn contract tot 2017 en sloot hij definitief aan bij de eerste selectie van FC Twente. Na enkele invalbeurten had hij op 27 september 2015 tegen Roda JC zijn eerste basisplaats. In dit met 2-1 gewonnen duel scoorde hij tevens zijn eerste doelpunt in de Eredivisie. In januari 2017 verlengde hij zijn contract tot 2020. Op 31 januari 2017 werd Oosterwijk voor de rest van het seizoen verhuurd aan NAC Breda. Hij keerde in de zomer van 2017 terug bij FC Twente en kwam het daaropvolgende jaar enkel uit voor Jong FC Twente in de Derde divisie. Nadat FC Twente in 2018 degradeerde naar de Eerste divisie sloot Oosterwijk in seizoen 2018/19 weer aan bij de eerste selectie en kwam hij geregeld tot speeltijd. Twente werd kampioen van de Eerste divisie en promoveerde terug naar de Eredivisie. Het plotselinge overlijden van zijn moeder in februari 2019 zorgde echter voor geestelijke problemen bij Oosterwijk. In de voorbereiding op seizoen 2019/20 kreeg Oosterwijk te horen dat hij wegens gebrek aan perspectief teruggezet zou worden naar de selectie van Jong FC Twente. Hij meldde zich daarop ziek. In september 2019 werd het nog één seizoen doorlopende contract ontbonden. In 2020 werkte hij een stageperiode af bij Puskás Akadémia FC in Hongarije. Vanwege een conditionele achterstand brak hij deze af en keerde terug naar Nederland.

### Amateurvoetbal
Na zijn actieve loopbaan startte hij met zijn vader en broer een onderneming in kruiwagens. Hij voetbalde vanaf seizoen 2020/21 op amateurniveau bij zijn oude club VV Lettele. Na een seizoen begon het toch weer te kriebelen om op enig niveau te gaan voetballen. Hij tekende bij tweededivisionist HHC Hardenberg. Op 5 november werd het contract van Oosterwijk bij HHC per direct ontbonden en zette hij tevens vanwege persoonlijke redenen een punt achter zijn voetballoopbaan.

## Statistieken

### Beloftenelftal
| Seizoen | Club           | Competitie     | Competitie | Competitie | Beker | Beker | Internationaal | Internationaal | Totaal | Totaal |
| Seizoen | Club           | Competitie     | Wed.       | Dlp.       | Wed.  | Dlp.  | Wed.           | Dlp.           | Wed.   | Dlp.   |
| ------- | -------------- | -------------- | ---------- | ---------- | ----- | ----- | -------------- | -------------- | ------ | ------ |
| 2013/14 | Jong FC Twente | Eerste divisie | 25         | 4          | –     | –     | –              | –              | 25     | 4      |
| 2014/15 | Jong FC Twente | Eerste divisie | 36         | 15         | -     | -     | –              | –              | 36     | 15     |
| 2016/17 | Jong FC Twente | Tweede divisie | 6          | 2          | –     | –     | –              | –              | 6      | 2      |
| 2017/18 | Jong FC Twente | Derde divisie  | 22         | 7          | -     | -     | –              | –              | 22     | 7      |
| Totaal  | Totaal         | Totaal         | 89         | 28         | -     | -     | -              | -              | 89     | 28     |

### Eerste selectie
| Seizoen | Club      | Competitie     | Competitie | Competitie | Beker | Beker | Internationaal | Internationaal | Totaal | Totaal |
| Seizoen | Club      | Competitie     | Wed.       | Dlp.       | Wed.  | Dlp.  | Wed.           | Dlp.           | Wed.   | Dlp.   |
| ------- | --------- | -------------- | ---------- | ---------- | ----- | ----- | -------------- | -------------- | ------ | ------ |
| 2014/15 | FC Twente | Eredivisie     | 1          | 0          | –     | –     | –              | –              | 1      | 0      |
| 2015/16 | FC Twente | Eredivisie     | 14         | 3          | 1     | 0     | –              | –              | 15     | 3      |
| 2016/17 | FC Twente | Eredivisie     | 12         | 2          | 0     | 0     | 0              | 0              | 12     | 2      |
| 2016/17 | NAC Breda | Eerste divisie | 10         | 3          | 0     | 0     | 0              | 0              | 10     | 3      |
| 2017/18 | FC Twente | Eredivisie     | 0          | 0          | –     | –     | –              | –              | 0      | 0      |
| 2018/19 | FC Twente | Eerste divisie | 30         | 8          | 3     | 1     | –              | –              | 33     | 9      |
| Totaal  | Totaal    | Totaal         | 67         | 16         | 4     | 1     | 0              | 0              | 71     | 17     |

Bijgewerkt op 4 mei 2019

## Erelijst
| Eerste divisie | 1 | 2018/19 |